# 계현운수
계현운수(桂峴運輸)는 서울특별시 서초구의 마을버스 회사이다. 본사 및 면허등록지는 서울특별시 송파구 장지동 송파공영차고지이다. 계열사로는 서울특별시 강남구의 마을버스 회사인 스마일버스가 있다.

## 역사
- 2012년 12월 1일: 지선버스 4429번과 4431번 노선을 마을버스 서초22번, 강남08번으로 형간 전환과 함께 오케이버스 계열사로 중원교통(中元交通)이라는 상호로 회사를 설립하였다.
- 2014년 5월: 상호를 중원교통에서 계현운수로 변경되었다.

## 운행 노선

### 마을버스
- ● 강남08번: 신사역 - 학동역 (구 서초마을 01-6번, 4431번)
- ● 서초22번: 남부터미널 - 국립국악원 (구 서초마을 01-9번, 4429번)

## 보유차량
전 차량이 현대 그린시티로 운행한다.